# Гилберт Фиц-Ричард
Гилберт Фиц-Ричард (англ. Gilbert Fitz Richard; 1065—1115), 2-й лорд Клер, — англонормандский аристократ, один из соратников английского короля Генриха I и основатель дворянского рода де Клер.
Гилберт был сыном Ричарда Фиц-Гилберта, активного участника нормандского завоевания Англии в 1066 году, и Рохезы Жиффар. Отец Гилберта получил от короля Вильгельма Завоевателя обширные земли в Англии, в частности в Суффолке и Кенте, где Ричард выстроил замки Клер и Тонбридж. По названию первого потомки Ричарда получили позднее фамилию де Клер. После смерти Ричарда в 1090 году его английские владения отошли к младшему сыну Гилберту, а нормандские лены — к старшему Рожеру.
В 1095 году Гилберт Фиц-Ричард принял участие в восстании под руководством Роберта де Мобрея, графа Нортумбрии, против короля Англии Вильгельма II. Мятеж был подавлен, однако Гилберту удалось сохранить доверие короля и свои владения. В 1100 году Гилберт вместе со своим братом Рожером сопровождали Вильгельма II на охоте в Нью-Форесте, во время которой король был случайно убит. Существует версия, что убийство Вильгельма было организовано братьями де Клер при возможном участии Генриха I Боклерка. Во всяком случае, Вальтер Тирел, пустивший роковую стрелу в короля, был женат на сестре Гилберта Фиц-Ричарда, а сами братья после спешной коронации Генриха Боклерка приобрели большое влияние при дворе.
В 1111 году Гилберт получил от короля Генриха I территорию Кередигиона, отвоёванную недавно англичанами у валлийского правителя Кадугана. Гилберт восстановил замок Кардиган, основанный ещё Роджером Монтгомери, который стал первым форпостом влияния семьи де Клеров в Уэльсе.

## Брак и дети
- (1086) Алиса де Клермон, дочь Гуго де Крея, графа де Клермона.

- Вальтер де Клер (1086—1149).
- Алиса де Клер (1092—1162), замужем за Обри II де Вером, лордом великим камергером Англии.
- Бодуэн де Клер, лорд Бурн (1092—1154).
- Ричард де Клер (1094—1136), 1-й граф Хертфорд.
- Эрве де Клер (род. ок. 1096).
- Гилберт де Клер (ок. 1100—1148), 1-й граф Пембрук.
- Маргарита де Клер (1101—1185).
- Рохеза де Клер (ок. 1105—1149).